# Черашу (Прахова)
Черашу (рум. Ceraşu) насеље је у Румунији у округу Прахова у општини Черашу. Oпштина се налази на надморској висини од 564 m.

## Становништво
Према подацима из 2002. године у насељу је живело 5190 становника, од којих су сви румунске националности.

### Хронологија
| Година       | 1992 | 1993 | 1994 | 1995 | 1996 | 1997 | 1998 | 1999 | 2000 | 2001 | 2002 | 2003 | 2004 | 2005 | 2006 | 2007 | 2008 | 2009 | 2010 | 2011 | 2012 | 2013 | 2014 | 2015 | 2016 | 2017 |
| ------------ | ---- | ---- | ---- | ---- | ---- | ---- | ---- | ---- | ---- | ---- | ---- | ---- | ---- | ---- | ---- | ---- | ---- | ---- | ---- | ---- | ---- | ---- | ---- | ---- | ---- | ---- |
| Становништво | 5097 | 5051 | 5053 | 5043 | 5006 | 4968 | 4954 | 4925 | 4927 | 4940 | 4927 | 4904 | 4892 | 4894 | 4872 | 4866 | 4872 | 4852 | 4846 | 4812 | 4794 | 4727 | 4706 | 4668 | 4608 | 4589 |